# Малодворянська сільська рада
Малодворя́нська сільська́ ра́да — колишній орган місцевого самоврядування в Єланецькому районі Миколаївської області. Адміністративний центр — село Малодворянка.

## Загальні відомості
- Малодворянська сільська рада утворена 21 жовтня 1985 року.
- Населення ради: 559 осіб (станом на 2001 рік)

## Населені пункти
Сільській раді підпорядковані населені пункти:
- с. Малодворянка
- с. Приют

## Склад ради
Рада складалася з 12 депутатів та голови.
- Голова ради: Заноза Олександр Дмитрович
- Секретар ради: Косова Олена Олександрівна

### Керівний склад попередніх скликань
| ПІБ                        | Основні відомості                                                                | Дата обрання | Дата звільнення |
| -------------------------- | -------------------------------------------------------------------------------- | ------------ | --------------- |
| Заноза Олександр Дмитрович | Сільський голова, 1956 року народження, освіта, член Народної партії             | 26.03.2006   | 31.10.2010      |
| Косова Олена Олександрівна | Секретар сільської ради, 1972 року народження, освіта вища, член Народної партії | 26.03.2006   | 31.10.2010      |
| Косова Олена Олександрівна | Секретар сільської ради, 1972 року народження, освіта вища, член Народної партії | 31.10.2010   |                 |

Примітка: таблиця складена за даними сайту Верховної Ради України